# 神奈川県道608号平塚停車場袖ヶ浜線

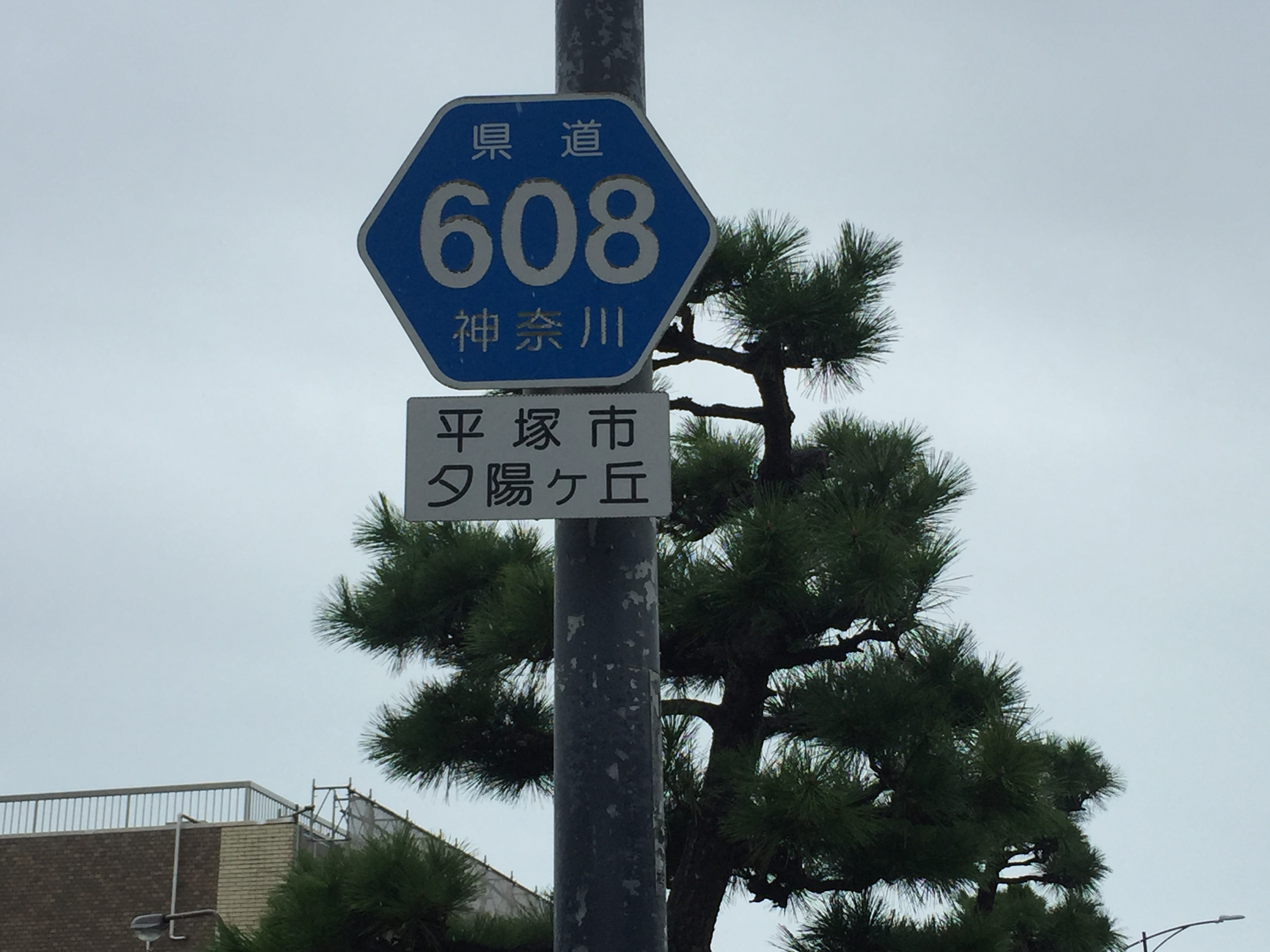
県道番号標示（平塚市夕陽ヶ丘）

神奈川県道608号平塚停車場袖ヶ浜線（かながわけんどう608ごう ひらつかていしゃじょうそでがはません）は、神奈川県平塚市を起点・終点とする一般県道。東海道本線平塚駅と国道134号を連絡している。

## 概要
- 全長：1.2km
- 起点：平塚市代官町 平塚駅南口交差点（神奈川県道607号平塚港平塚停車場線接続）
- 終点：平塚市袖ヶ浜 平塚駅南口入口交差点（国道134号接続）
- Google マップ

## 通過する自治体
- 神奈川県
  - 平塚市

## 経路および交差・接続する道路
- 神奈川県平塚市
  - 平塚駅南口交差点（神奈川県道607号平塚港平塚停車場線）
  - 平塚駅南口入口交差点（国道134号）

## 周辺の施設・地理
- 平塚駅
- 湘南農業協同組合八重咲支店
- 平塚税務署
- ハローワーク平塚
- ふれあい平塚ホスピタル（旧：杏雲堂平塚病院）
- 湘南海岸公園
- 湘南ひらつかビーチパーク
- 相模湾